# Crack Addict
Crack Addict è un brano musicale del gruppo rap metal statunitense Limp Bizkit.

## Descrizione
Scritta e registrata nel 2002 e prodotta da un non accreditato Al Jourgensen, la canzone presenta nell'introduzione un campionamento del brano del 1979 Spoonin' Rap, con cui debuttò all'epoca il rapper Spoonie Gee; il titolo trae invece ispirazione dalla dipendenza da crack.
Il 7 marzo 2003 i Limp Bizkit annunciarono che avrebbero eseguito la canzone per la prima volta dal vivo durante il pay-per-view di wrestling prodotto dalla WWE WrestleMania XIX il 30 marzo successivo: in questa occasione eseguirono sia Crack Addict che Rollin', quest'ultima come canzone d'ingresso di The Undertaker, con Brian Welch e Mike Smith alle chitarre.
In origine la canzone doveva far parte della lista tracce dell'album in studio Results May Vary, poi però fu scartata; in seguito venne resa disponibile per il download digitale sul profilo MySpace del gruppo.

## Formazione
- Fred Durst - voce
- Mike Smith - chitarra
- Brian Welch - chitarra
- Sam Rivers - basso
- John Otto - batteria
- DJ Lethal - giradischi